# Boze geesten
Boze geesten of Duivels (Russisch: Бесы, Bésy) is een roman van de Russische schrijver Fjodor Dostojevski uit 1872. Het verhaal speelde zich af in een provinciestad in de omgeving van Sint-Petersburg en wordt verteld door een vriend van Stepan Verchovenski. De vernieuwers van de oude generatie, Stepan Verchovenski en Varvara Stavrogina, hadden hun vroegere idealen achter zich gelaten en waren teruggevallen op een burgerlijk leven. De vlam sloeg in de pan toen de vernieuwers van de jonge generatie, Pjotr Verchovenski, Nikolai Stavrogin en Ivan Sjatov, in de stad aankwamen, want er was onenigheid geweest in het Genootschap van de socialistische revolutionairen. Dostojevski liet niet na om de intellectuele vernieuwing in een negatief daglicht te stellen en te zweren bij het traditionele Rusland.

## Vernieuwers
Tijdens de negentiende eeuw drongen vanuit het westen heel wat nieuwe ideeën in Rusland binnen onder de leuzen vrijheid, gelijkheid en broederschap van de Franse Revolutie.  De intellectuele vernieuwing droeg de stempel van socialisme en liberalisme. De Russische vernieuwers hadden een hoge dunk van zichzelf, discussieerden over het lot van de mensheid en zouden verlichting brengen voor Rusland. De ideologie groeide uit tot een nieuwe religie: er zou een nieuwe mens komen, de mens zou in een goddeloze wereld zelf god worden.  

### Nieuwe ideeën
De nieuwe ideeën werden ontleend aan socialisme en liberalisme. Op 19 februari 1861 was de lijfeigenschap afgeschaft in Rusland; dat werd toegejuicht als de bevrijding van de boeren. Als de censuur ook afgeschaft werd, konden ze hun pamfletten vrij verspreiden. In de toekomst zou er geen armoede meer zijn, werd bezit gemeenschappelijk en moest liefdadigheid verboden worden. De vooruitgang was gebaseerd op verstand, wetenschap en techniek. Ondertussen pleitte het feminisme voor de rechten van de vrouwen.
De vernieuwers dreven de spot met het Russische vaderland en de Russische godsdienst. In hun antipatriottisme wilden ze Rusland opsplitsen in een federatie, Polen herstellen tot aan de Dnjepr, het leger afschaffen en het Cyrillische alfabet vervangen door het Latijnse. Rusland was tot ondergang gedoemd in een tijd dat er veel welgestelde Russen naar het buitenland emigreerden. In Rusland dweepte men met Frankrijk en Duitsland. De vernieuwers waren ook atheïsten die de godsdienst wilden afschaffen, kerken sluiten en geestelijken naar huis sturen. 
Het milieu van de vernieuwers herbergde een harde kern die revolutie wilde voeren, het gezag ondermijnen en de macht overnemen. Het scenario lag al klaar: propageren, schandalen verwekken, ongeloof verspreiden, opruien, protesteren en dan de oplossing voorhouden aan de bevolking. Brandstichtingen en moordaanslagen moesten het klimaat scheppen voor de revolutie. Dan zou de opstand uitbreken. Rusland was het meest geschikt voor de revolutie, want het doodarme volk zou iedere uitweg verwelkomen.

### Dood en vernieling
Dostojevski stelde de vernieuwers in een negatief daglicht. Voor hem waren het nihilisten die nergens waarde aan hechtten, zelfs niet aan het leven. Ze hadden geen eerbied voor familie, huwelijk, tradities, aristocratie, wetten, regering, moraal, godsdienst en tsaar. Zo ondermijnden ze systematisch de grondslagen van de samenleving. Het waren domme, eerloze, lichtzinnige mensen die boemelden en fuifden. Hun antifamiliale politiek verraadde dat ze geen liefdesband hadden met familie, vrouw en kinderen. Het zedenbederf tierde er welig zoals voorhuwelijkse betrekkingen, overspel, buitenechtelijke kinderen, gebroken huwelijken, bordelen en erotische foto’s. Naast het plegen van heiligschennis waren het ordinaire criminelen, dieven, plunderaars, brandstichters en moordenaars. Er waren veel zelfmoordenaars in dit sombere milieu waar men oordeelde dat zelfmoord een goede keuze was. Ze verkondigden dood en vernieling; honderd miljoen hoofden moesten er afgehakt worden.

## Personages

### Oude generatie

#### Stepán Verchovénski
Stepan Trofimovitsj Verchovenski (53 jaar) koesterde zich in zijn positie van staatsvijand, maar had nooit onder enig ambtelijk toezicht gestaan. Hij was een man van de wetenschap, maar had nooit iets gepresteerd. Hij wilde gaan schrijven, maar kwam niet tot werken. Zijn twee echtgenotes waren lang geleden gestorven; sinds 22 jaar had hij een vriendschap met Varvara Stavrogina, maar ook niet meer dan dat. Soms verafgoodde hij haar, soms kon hij haar wel vermoorden. Hij was een klaploper geworden die zich door haar liet onderhouden en zich onledig hield met drinken en kaarten.

#### Varvára Stavrógina
Varvara Petrovna Stavrogina was een schatrijke generaalsweduwe die onderdanigheid van Stepan Verchovenski verlangde.  Vroeger waren ze samen naar Sint-Petersburg gereisd om zich op de nieuwe ideeën te werpen, zich aan te sluiten bij de vernieuwers en relaties aan te knopen met de hoogste kringen. Maar ze werden door het milieu uitgespuwd als te reactionair. Terug in hun provinciestad brak er een stille tijd aan. Varvara was een voornaam persoon in het provinciale societyleven en Stepan had een vriendenkring van vernieuwers.

### Jonge generatie

#### Pjotr Verchovénski
Pjotr Verchovenski (27 jaar) was het enige kind van Stepan. Hij had zijn zoon twee keer gezien in zijn leven; de laatste keer negen jaar geleden. Pjotr introduceerde zich uitermate snel in de betere kringen van het provinciestadje. De woordenstroom van deze vlotte jongen werd irritant, hij had een vreemde glimlach over zich en deed minachtend tegenover iedereen. De gewezen revolutionair had zijn overtuigingen afgezworen, maar hij speelde een rol.

#### Nikolái Stavrógin
Nikolai Stavrogin was de enige zoon van Varvara Stavrogina. Het was een knappe en intelligente jongeman met een prinselijk voorkomen die zich bezondigde aan bandeloos gedrag en onverklaarbare brutaliteiten. Hij voelde zich aangetrokken tot de lagere rang en gaf zich over aan het rosse leven. Naast een ruziezoeker was hij vooral een Don Juan. Wat was er allemaal gebeurd in Sint-Petersburg, Frankrijk en Zwitserland?  
- Mária Lebjádkina was een manke en zwakzinnige vrouw die leefde in haar dromerijen. Broer en zus Lebjadkin waren haveloze zwervers, toen ze Stavrogin leerden kennen in Sint-Petersburg. Maria was een tijdje in een klooster ondergebracht, kreeg een aanzienlijk jaargeld van Stavrogin en was verwikkeld geraakt in zijn hartstochten. Dat leek Stavrogin bloot te stellen aan de chantage van haar broer Ignat Lebjadkin. Nikolai verklaarde zelf tweemaal dat zij zijn wettige echtgenote was.
- Lizavéta Tóesjina, een 22-jarige schoonheid, was bevriend met Stavrogin, ze hadden op het punt gestaan om te trouwen, maar er was iets misgelopen. Ondertussen had ze zich verloofd met Mavriki, maar weinigen geloofden in dat engagement.
- Mária Sjátova, de vrouw van Ivan Sjatov, had een verhouding gehad met Stavrogin in Parijs.
- Dária Sjátova, de zus van Ivan Sjatov, had iets te maken met Stavrogin. Er was achterklap over hen.

In het gecensureerde hoofdstuk (Bij Tichon):
- Matrjosja, een meisje van elf die door Stavrogin seksueel misbruikt is, waarna zij - zonder dat hij ingrijpt - door haar lijden zichzelf verhangt.

#### Iván Sjátov
Ivan Sjatov was geboren als lijfeigene van Varvara Stavrogina. Na zijn studententijd was hij huisleraar van een koopman geworden. Drie jaar geleden was hij naar de Verenigde Staten gereisd om het leven van de Amerikaanse arbeiders te bestuderen. Hij kwam tot het besluit dat ze er nog veel erger aan toe waren dan de Russen. Toen heeft hij enkele van zijn vroegere socialistische opvattingen radicaal gewijzigd. Sindsdien had Sjatov de mond vol over Rusland en de Russisch-orthodoxe godsdienst. “Ik geloof in Rusland, ik geloof in de Russische orthodoxie.” “Wie niet orthodox is, kan geen Rus zijn.” “Ik verkondig God.” Twee beginselen vormden volkeren: de eeuwige strijd om het bestaan en de morele zoektocht naar God. Alle grote volkeren hadden een onvoorwaardelijk geloof in de eigen God, de eigen waarheid, het eigen gelijk en verwierpen alle andere goden zonder enig voorbehoud. Dat geloof had joden, Grieken, Romeinen en Fransen onoverwinnelijk gemaakt. Voor Sjatov was Rusland het enige volk dat God in zich droeg; Rusland was bestemd om de wereld te vernieuwen en te redden. Hij verhief het volk tot God; God was de collectieve persoonlijkheid van het volk. Het Rooms-katholicisme was geen zuiver christendom meer, want het streefde naar wereldlijke macht, de derde verleiding van de duivel. Atheïsme was gezonder dan Rooms-katholicisme. De vernieuwers hielden niet van het Russische volk, begrepen het niet, hadden er geen contact mee. Ze schaamden zich voor het volk, minachtten het, ze haatten Rusland.

## Thematiek

### Genootschap
Pjotr Verchovenski, Nikolai Stavrogin en Ivan Sjatov waren lid geweest van het Genootschap. Het Genootschap was een schimmige organisatie; het was onduidelijk of het alleen uit Pjotr Verchovenski bestond dan wel duizenden kernen telde in heel Rusland. Was er wel een centrale instantie die betrekkingen had met de socialistische Internationale in Europa? In de fictieve stad waar het verhaal zich afspeelt was er een uitvoerend vijfmanschap bestaande uit Lipoetin, Virginski, Sjigalev, Ljamsjin en Tolkatsjenko.
Pjotr Verchovenski was een socialistische leider die revolutionaire groepen smeedde, pamfletten schreef en alles groter maakte dan het was. Pjotr geloofde fanatiek in de revolutie, had geen schrik voor het vuile werk en bedacht zelf de eerste stap. Met tien groepen dacht hij de klus te kunnen klaren; hij had er nog enkele nodig. Begin mei zou de revolutie beginnen en met het Maria-patronesfeest zou alles achter de rug zijn. Nikolai Stavrogin speelde een onmisbare rol in Pjotrs plannen. Nikolai moest de leider zijn, Pjotr zijn secretaris en samen waren ze het centrale comité. Tijdens de revolutie zou er beroering ontstaan zoals de wereld er nog nooit gezien had. De revolutionairen zouden een gerucht in omloop brengen over een uitzonderlijke leider die zich schuil hield en nog niemand gezien had. Dan zouden ze voor de dag komen met Ivan Tsarevitsj, Ivan de tsarenzoon, dus met Nikolai. Nikolai was knap, geleerd, aristocraat en bereid om levens op te offeren. De grootse tiran zou vereerd worden als een afgod. Hoofdzaak was de legende, de mythe. Pjotr speelde met mensen als met ledenpoppen; een plaatselijk vijftal moest elkaar in het oog houden en alles aan hem overbrengen. Een of twee generaties van ongekend zedenbederf hadden ze nog nodig in Rusland. Pjotr zegde over zichzelf: “Ik ben een boef, maar geen socialist. Ha-ha-ha!”
Ivan Sjatov had gebroken met het Genootschap, maar ze waren niet van zin hem los te laten. Ze beschouwden hem als een spion die te veel wist en hen zou aangeven bij de autoriteiten. Sjatov stond op de zwarte lijst, werd in de gaten gehouden en moest vrezen voor zijn leven. Pjotr Verchovenski was gekomen met een volledige volmacht om de zaak definitief af te handelen.

### Sjigalevisme
Sjigálev was de ideoloog van het Genootschap. Hij was een zuivere socialist die zich nooit zou vuil maken aan revolutionaire daden. Alle maatschappelijke stelsels van de oudste tijden tot heden waren dom geweest, nu legde hij zijn eigen systeem van een wereldbestel voor: het sjigalevisme. Vertrekkend van de onbeperkte vrijheid kwam hij tot de onbeperkte dictatuur. Als definitieve oplossing stelde hij voor om de mensheid in twee te verdelen: 10% van de mensen konden vrij beschikken over de overige 90%. Deze laatsten moesten werken, volstrekt gehoorzamen, hun persoonlijkheid verliezen en terugkeren naar de oorspronkelijke onschuld van het aards paradijs. In de kudde was gelijkheid, want allen waren slaven en in die slavernij aan elkaar gelijk. Maar de slaven moesten geleid worden door een paus met een clan om zich heen. Toen bleek dat het sjigalevisme enkel voor de slaven was, de leiders hadden wel recht op wensen en smarten. Eens in de dertig jaar zouden de clanleden elkaar verslinden, maar het sjigalevisme stond dat toe. Materialisme kwam op de eerste plaats: “We hebben een ambacht geleerd, iets anders hebben we niet nodig.” Het peil van ontwikkeling, wetenschap en talenten zou dalen. Hoogbegaafde mensen zoals Cicero, Copernicus en Shakespeare brachten meer verderf dan nut. Het sjigalevisme had geen behoefte aan genialiteit, beschaving, familie of liefde. Het liet een ongekend zedenbederf toe. 

### Salon van Joelia Von Lembke
Joelia Von Lembke was een eerzuchtige gouverneursvrouw die iedereen wilde verenigen in verafgoding van haar eigen persoon. Ze probeerde aristocraten te verzoenen met revolutionaire socialisten. In haar salon vertroetelde ze de jonge revolutionairen en dacht ze te kunnen weerhouden van de afgrond. Pjotr Verchovenski werd haar gunsteling en had zo’n grote invloed op haar dat het voor spanningen zorgde binnen haar huwelijk. Er was veel belangstelling voor het grote feest dat ze organiseerde ten voordele van een liefdadig doel, maar ze trok gepeupel aan dat de boel in het honderd wilde laten lopen.

### Geloof en atheïsme
Een stervende Stepan Verchovenski verwees naar een passage uit het evangelie van Lucas (Lc 8,26-39) waarin Jezus een bezetene genas. Jezus dreef de boze geesten van een man uit naar een kudde zwijnen; de zwijnen stormden het meer in en verdronken. Volgens Stepan hadden er zich sinds eeuwen demonen opgehoopt in zijn dierbaar Rusland. Maar God zou het land zegenen en alle demonen zouden in de zwijnen varen. Het waren de vernieuwers zoals hijzelf die zich van de rotsen zouden storten en allemaal verdrinken. Het zieke Rusland zou genezen en aan de voeten van Jezus gaan zitten. 
Aan het sterfbed van Stepan Verchovenski zegde de oude generatie van vernieuwers zaken die lijnrecht ingingen tegen veel van hun vroegere overtuigingen. Stepan sprak: “Mijn vrienden, God is voor mij al daarom onmisbaar, omdat hij het enige wezen is dat men eeuwig kan liefhebben. Liefde is hoger dan leven. Als God bestaat, ben ik ook onsterfelijk!” Varvara antwoordde: “God bestaat, ik verzeker u dat hij bestaat.” Stepan nam afscheid van het leven met de woorden: “Lang leve de Grote Gedachte!” Na het sterven van Stepan wordt het complot van de Boze geesten snel door de autoriteiten ontrafeld. Tijdens het grote feest was er brand gesticht aan de andere oever en waren de drie eerste moorden gepleegd.

## Censuur
Boze geesten verscheen oorspronkelijk in het tijdschrift De Russische Bode, in de periode van januari t/m november 1871. Uit een brief van Strachov aan Lev Tolstoj blijkt dat de uitgever van De Russische Bode, Katkov, had geweigerd om het hoofdstuk 'Bij Tichon' in het tijdschrift op te nemen. Het hoofdstuk werd onder toezicht van de Sovjet-regering in 1921 apart uitgegeven. In dit hoofdstuk staat een zedenmisdrijf gepleegd door Nikolaj Vsevolodovitsj Stavrogin centraal. Hij biecht dit op aan Tichon. Het slachtoffer, Matrjosja, was elf jaar. Zonder ingrijpen stond Stavrogin toe dat zij, mentaal gebroken door het misbruik, zelfmoord pleegt door verhanging. Stavrogin vertelt Tichon dat hij het geheel middels pamfletten zal bekendmaken, zodat hij op die manier boete kan doen. Volgens Tichon zou dit hem tot 'een goed christen' maken, hoewel Tichon vermoedt dat Stavrogin in plaats van het bekendmaken over zal gaan tot nog een ernstig misdrijf. Stavrogin maakt het pamflet nooit openbaar.

## Vertalingen
De eerste Nederlandse vertaling uit 1959 was van de hand van Hans Leerink, getiteld Boze geesten. Een nieuwe vertaling verscheen in 2008, van de hand van Hans Boland, onder de titel Duivels. Boland liet deze vertaling vergezeld gaan van een nadere uitleg, zowel van het boek als van zijn vertaalprincipes, verschenen onder de titel Zeer Russisch zeer.

## Verfilmingen
De roman is meerdere keren verfilmd, onder andere:
- Les Possédés door Andrzej Wajda in 1988
- Besy door Igor Talankin in 1992